# Ясторфська культура
Ясторфська культура (нім. Jastorfer Kultur) — прагерманська археологічна культура залізної доби (600—300 рр. до н. е.), поширена на території Данії та північної Німеччини. Еволюціонувала з локального варіанту нордичної бронзи. Співіснувала і межувала на півдні з кельтською латенською культурою. У V ст. до н. е. поширилася на нижній Рейн, Тюрингію і Сілезію. Східний варіант синтезу ясторфської культури і пізньопоморскої культури поклав початок пшеворської культури. Ясторфський компонент широко представлений у зарубинецькій культурі.

## Місця пам'яток
Німеччина
- Бракель (громада)